# 蕭瓛
蕭瓛（569年—589年），字欽文，梁明帝蕭巋第三子。封義興王。

## 生平
蕭瓛幼時有令譽，能屬文，特受父親寵愛。出任荊州刺史时，頗有能名。开皇七年（587年），隋文帝欲取締西梁政权，崔弘度率领隋軍到達鄀州後，梁朝群臣都很恐懼，無計可出，只有蕭瓛建議南奔陳朝。蕭瓛遂與叔父安平王蕭巖、王師沈君公投奔陳朝，被陳叔寶任命為侍中、安東將軍、吳州刺史。开皇九年（589年），隋滅陳，吳人推舉蕭巖為主，抵抗隋軍。隋軍總管宇文述擊敗蕭巖、蕭瓛後，將他們押往長安處死，蕭瓛時年二十一歲。

## 延伸阅读
[在维基数据编辑]
 《隋書·卷79》，出自魏徵《隋书》